# Alois Riklin

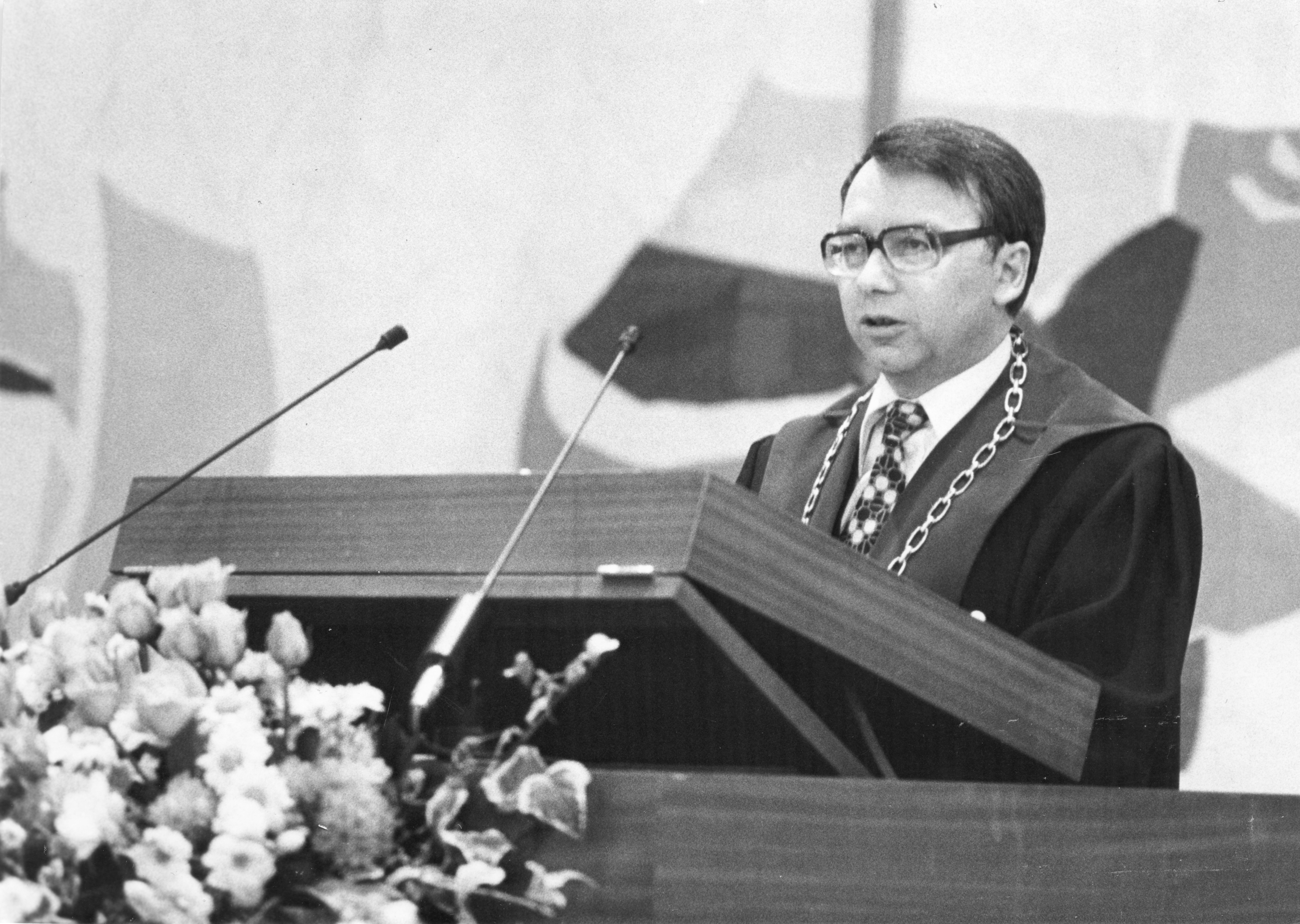
Alois Riklin während einer Ansprache an der Hochschule St. Gallen, 1984

Alois Riklin (* 9. Oktober 1935 in St. Gallen) ist ein Schweizer Politikwissenschaftler.

Alois Riklin ist der Sohn des Bankdirektors Joseph Riklin (1881–1957, Mitbegründer und Direktor der Schweizerischen Genossenschaftsbank in St. Gallen) und seiner Frau Maria, geb. Amann. Er machte 1955 die Matura in der Stiftsschule Einsiedeln. Danach studierte er Rechtswissenschaft und Politikwissenschaft in Freiburg im Üechtland, Berlin, Köln, Paris und in Michigan. 1959/60 präsidierte er den Schweizerischen Studentenverein. Von 1961 bis 1963 war er am Bundesinstitut für ostwissenschaftliche und internationale Studien in Köln tätig. Er wurde 1964 promoviert an der Universität Freiburg i. Üe. An der gleichen Universität erfolgte 1969 seine Habilitation für Völker- und Staatsrecht. Riklin war von 1967 bis 1970 Mitarbeiter des späteren Bundesrats Kurt Furgler. Von 1970 bis 2001 lehrte er Politikwissenschaft an der Universität St. Gallen, deren Prorektor (1976–1982) und Rektor (1982–1986) er war. Seine Abschiedsvorlesung hielt er dort im Januar 2001 über das Thema Wahrhaftigkeit in der Politik.
Seine Forschungsbereiche sind die Ideen- und Verfassungsgeschichte, politische Ethik, schweizerische Aussen- und Innenpolitik sowie die Grundlagen der Politikwissenschaft. Für seinen Aufsatz Montesquieus freiheitliches Staatsmodell erhielt er 1990 den Preis der Fritz Thyssen Stiftung. 18 Jahre arbeitete er an seiner 2006 veröffentlichten Darstellung über die Geschichte der Mischverfassung.
Die Ehepartner Alois und Ursula Riklin haben sechs Kinder, darunter als Jüngste die Künstlerzwillinge Frank und Patrik Riklin.

## Schriften (Auswahl)
Monografien
- Engagierte Politikwissenschaft: Ausgewählte Schriften. Stämpfli Verlag, Bern, 2018, ISBN 978-3-7272-2069-2.
- Etica repubblicana nel Palazzo Pubblico di Siena = Republikanische Ethik im Rathaus von Siena = Republican Ethics in Siena's Town Hall (1315–1535): Simone Martini, Ambrogio Lorenzetti, Taddeo di Bartolo, Domenico Beccafumi. Marsilio, Venezia 2017, ISBN 978-88-317-2794-5.
- Machtteilung. Geschichte der Mischverfassung. Wissenschaftliche Buchgesellschaft, Darmstadt 2006, ISBN 3-534-18774-1.
- Wahrhaftigkeit in der Politik. Abschiedsvorlesung / Veracity in Politics. Farewell Lecture. Stämpfli, Bern 2001.
- Emmanuel Joseph Sieyes und die Französische Revolution (= Kleine politische Schriften. Bd. 8). Stämpfli u. a., Bern u. a. 2001, ISBN 3-214-00252-X.
- Die Republik von James Harrington 1656 (= Kleine politische Schriften. Bd. 6). Stämpfli u. a., Bern u. a. 1999, ISBN 3-7272-9617-8.
- Die Führungslehre von Niccolò Machiavelli (= Kleine politische Schriften. Bd. 1). Stämpfli u. a., Bern u. a. 1996, ISBN 3-7272-9614-3.
- Ambrogio Lorenzettis politische Summe (= Kleine politische Schriften. Bd. 3). Stämpfli u. a., Bern u. a. 1996, ISBN 3-7272-9616-X.
- Giannotti, Michelangelo und der Tyrannenmord (= Kleine politische Schriften. Bd. 2). Stämpfli u. a., Bern u. a. 1996, ISBN 3-7272-9615-1.
- Verantwortung des Akademikers VGS-Verlags-Gemeinschaft, St. Gallen 1987, ISBN 3-7291-1046-2.
- mit Roland Kley: Stimmabstinenz und direkte Demokratie. Ursachen – Bewertungen – Konsequenzen. Daten zur direkten Demokratie in der Schweiz, im Kanton St. Gallen, im Bezirk St. Gallen und in der Stadt St. Gallen, sowie in weiteren 19 Ländern (= St.-Galler Studien zur Politikwissenschaft. Bd. 9). Haupt, Bern u. a. 1981, ISBN 3-258-03089-8.
- Grundlegung der schweizerischen Aussenpolitik (= St.-Galler Studien zur Politikwissenschaft. Bd. 1). Haupt, Bern u. a. 1975, ISBN 3-258-01143-5.
- Die Europäische Gemeinschaft im System der Staatenverbindungen (= Schweizerische Beiträge zum Europarecht. Bd. 10). Stämpfli, Bern 1972, ISBN 3-7272-0075-8.
- Das Berlinproblem. Historisch-politische und völkerrechtliche Darstellung des Viermächtestatus (= Abhandlungen des Bundesinstituts zur Erforschung des Marxismus-Leninismus (Institut für Sowjetologie).) Bd. 6, ISSN 0174-884X. Verlag Wissenschaft und Politik, Köln 1964.

Herausgeberschaften
- mit Hans Küng und Karl-Josef Kuschel: Die Ringparabel und das Projekt Weltethos (= Kleine politische Schriften. Bd. 17). Wallstein, Göttingen 2010, ISBN 978-3-8353-0615-8.
- Wahrhaftigkeit in Politik, Recht, Wirtschaft und Medien (= Kleine politische Schriften. Bd. 11). Stämpfli u. a., Bern u. a. 2004, ISBN 3-7272-9643-7.
- mit Daniel Höchli: Die Republik Florenz / Donato Giannotti (1534) (= Humanistische Bibliothek. Reihe 2: Texte. Bd. 32). Fink, München 1997, ISBN 3-7705-3116-7.
- mit Gerard Batliner: Subsidiarität. Ein interdisziplinäres Symposium. Symposium des Liechtenstein-Instituts 23. – 25. September 1993. Nomos-Verlags-Gesellschaft, Baden-Baden 1994, ISBN 3-7890-3406-1 (Parallelausgabe: (= Liechtenstein politische Schriften. Bd. 19). Liechtensteinische Akademische Gesellschaft, Vaduz 1994, ISBN 3-7211-1021-8).
- mit Hans Haug, Raymond Probst: Neues Handbuch der schweizerischen Aussenpolitik / Nouveau manuel de la politique extérieure suisse (= Schriftenreihe der Schweizerischen Gesellschaft für Aussenpolitik. Bd. 11). Haupt, Bern u. a. 1992, ISBN 3-258-04565-8.
- Handbuch politisches System der Schweiz. = Manuel système politique de la Suisse. Band 1: Grundlagen. Haupt, Bern u. a. 1983, ISBN 3-258-03197-5.
- Internationale Konventionen gegen die Folter. = Conventions internationales contre la torture. = International conventions against torture (= Schriftenreihe der Schweizerischen Gesellschaft für Aussenpolitik. Bd. 6). St. Galler Expertengespräch 1978. Haupt, Bern u. a. 1979, ISBN 3-258-02818-4.
- mit Hans Haug, Hans Ch. Binswanger: Handbuch der schweizerischen Aussenpolitik (= Schriftenreihe der Schweizerischen Gesellschaft für Aussenpolitik. Bd. 2). Haupt, Bern u. a. 1975, ISBN 3-258-02364-6.
- St. Galler Studien zur Politikwissenschaft. 30 Bde., 1975–2010, ZDB-ID 519621-8.
- Kleine Politische Schriften. Bd. 1–*, 1996–laufend, ZDB-ID 2116870-2.